# موريس بي. إبرام
موريس بي. إبرام (بالإنجليزية: Morris B. Abram) هو محامي ودبلوماسي أمريكي، ولد في 19 يونيو 1918 في فيتزجيرالد في الولايات المتحدة، وتوفي في 16 مارس 2000 في جنيف في سويسرا.